# Fastway
I Fastway sono stati una band hard & heavy britannica fondata nel 1982 dal chitarrista "Fast" Eddie Clarke, uscente dai Motörhead, e dal bassista Pete Way, uscente dagli UFO. Il nome "Fastway" deriva appunto dalla fusione dei nomi dei due fondatori.
Con la dipartita obbligata di Pete Way ancora prima del loro esordio, la band assunse il cantante Dave King, che assieme ad Eddie Clarke, risulterà l'anima del progetto, al quale, durante gli anni si aggregheranno svariati rinomati sessioni player. Esordendo con uno stile accostabile ai Led Zeppelin in versione più "heavy", i Fastway si spostarono poi su strade più commerciali toccando le sonorità dell'hair/pop metal. Tra i loro dischi di spicco figura Trick or Treat (1986), colonna sonora del film Morte a 33 giri da loro interamente composta, che risultò infine come un vero e proprio lavoro in studio. Il gruppo declinò con la dipartita del frontman Dave King, sostituito da Lea Hart. Il progetto, portato avanti ora dal duo Clarke/Hart, non riuscì più a conquistare le classifiche, venendo duramente criticato per i nuovi lavori. King in seguito diverrà noto per essere membro della celtic punk band Flogging Molly con cui tutt'oggi conduce una carriera di successo. I Fastway annunciano la riunione nel 2007 con una formazione tutta rinnovata che vede alla voce l'ex cantante dei Little Angels Toby Jepson e al basso l'ex membro dei Mama's Boys John McManus.

## Storia del gruppo
La collaborazione tra Eddie Clarke e Pete Way iniziò nel 1982, quando entrambi collaborarono all'uscita dell'album di debutto degli statunitensi Twisted Sister dal titolo di Under the Blade. Way svolse il ruolo di produttore, mentre Clarke partecipò come ospite alle registrazioni di un brano. Tuttavia la vera e propria intenzione nel formare la nuova band avvenne quando Clarke abbandonò i Motörhead. Egli decise di prendere strade separate quando il leader Lemmy Kilmister incise un EP con Wendy O. Williams dei Plasmatics, intitolato Stand by Your Man (cover di Tammy Wynette); Eddie pensava infatti che questo avrebbe cambiato molto l'immagine della band. Egli fu sostituito dall'ex-Thin Lizzy Brian Robertson e svolse il suo ultimo concerto con la band il 14 maggio 1982. Da parte sua, Way abbandonò gli UFO dopo che la band prese nuove direzioni musicali non condivise da questo, con l'album Mechanix (1982).
La prima incarnazione dei Fastway includeva l'ex batterista dei Clash Topper Headon, tuttavia venne presto sostituito dall'ex-Humble Pie Jerry Shirley prima che venisse reclutato l'allora sconosciuto cantante irlandese Dave King. King aveva militato in precedenza in una band locale chiamata Stilwood ma pare avesse avuto anche una breve esperienza non accreditata nei Mama's Boys. Tuttavia, appena la band stava portando a termine le trattative con l'etichetta CBS Records, Pete Way ricevette due messaggi in rapida successione. Uno proveniva dagli avvocati della Chrysalis Records che lo informarono del fatto che egli era ancora sotto contratto con l'etichetta, e che quindi essendo vincolato, non avrebbe potuto partecipare al progetto Fastway. Way fu quindi costretto ad abbandonare il progetto prematuramente. Il secondo messaggio fu da parte di Ozzy Osbourne, che gli propose di entrare nella sua band e suonare nel tour europeo di Diary of a Madman. Una volta terminato il tour con Osbourne, Way formerà i Waysted nello stesso 1982. Il materiale dei Fastway composto da Way, non venne accreditato per motivi contrattuali. Ingaggiato il bassista Mick Feat, la band registrò il suo primo album, l'omonimo Fastway prodotto da Eddie Kramer (noto in precedenza per le sue collaborazioni con i Kiss, Jimi Hendrix e Led Zeppelin). Per promuovere l'album il gruppo partì per una tournée reclutando il bassista temporaneo Alfie Angus. Nel 1983 i Fastway supportarono gli Iron Maiden e i Saxon negli Stati Uniti, dove la traccia "Say What You Will" ricevette una forte sponsorizzazione da parte delle radio e di MTV, conquistando il 31º posto nella classifica di Billboard statunitense. Il debut vendette oltre 500 000 copie in America. Per il secondo album le vendite non si rivelarono all'altezza del precedente. Il disco All Fired Up che vedeva il nuovo bassista Charlie McCracken (ex-Taste), venne nuovamente prodotto da Eddie Kramer e vendette solo la metà del suo predecessore. Seguirono tour negli Stati Uniti al fianco di Scorpions, Ratt, Billy Squier e Rush. Dopo una difficoltosa tournée, Shirley e McCracken lasciarono il gruppo prima che King proponesse la soluzione di reclutare i restanti membri della sua ex band, gli Stilwood. Reduci da un viaggio in Irlanda, nel quale reclutarono i nuovi membri Shane Carroll alla chitarra, Paul Reid al basso e Alan Connor alla batteria, i nuovi Fastway erano ora al completo. Nel 1986 supportarono gli AC/DC nel Regno Unito prima di realizzare il terzo lavoro prodotto da Terry Manning ed intitolato Waiting for the Roar, disco che presentò un sound caratterizzato da melodie più orecchiabili in linea con l'hair metal ed una forte presenza delle tastiere. Guadagneranno poi un altro successo commerciale negli Stati Uniti con la colonna sonora ufficiale del film Morte A 33 Giri (titolo originale Trick or Treat) nel 1987, da loro interamente composta. Questa soundtrack ebbe un buon successo, tanto da comparire nella classifica di Billboard Top 200 per ben 11 mesi. Il successo gli permise di suonare al fianco di Ozzy Osbourne (che partecipò al film) in alcune date in Irlanda nel 1988.
Più tardi lo stesso anno, il gruppo si sciolse e Dave King portò con sé gran parte della band in un gruppo chiamato Q.E.D., prima di entrare a far parte dei Katmandu, gruppo nel quale figurava anche il futuro chitarrista dei Krokus Mandy Meyer. Il gruppo pubblicherà un album omonimo per la Epic Records nel 1991 prima di sciogliersi prematuramente l'anno successivo. Clarke invece decise di riformare i Fastway con il nuovo cantante Lea Hart e altri session-player. Hart in precedenza era frontman di una band da lui fondata con il quale supportò i Judas Priest nel 1978 oltre ad essere stato coinvolto in una heavy metal band di breve vita chiamata Destroyer, nel quale militavano inoltre il chitarrista Steve Clark, ex membro dei Tank, ed il batterista Cliff Evans, anch'egli ex membro dei Tank e futuro membro dei Killers (gruppo dell'ex cantante degli Iron Maiden Paul Di'Anno). Inoltre Hart venne accreditato come corista e chitarrista nell'album di Joan Jett Bad Reputation del 1981 e nel disco Last of the Runaways dei Giant nel 1989. Con tale formazione i Fastway pubblicarono il disco On Target, sempre nel 1988. Per le sessioni di On Target Clarke e Hart assunsero musicisti rinomati nel panorama musicale come l'ex bassista dei Whitesnake e Black Sabbath Neil Murray, l'ex batterista di Gary Moore Gary Ferguson e l'ex tastierista dei Rainbow Don Airey. Nelle esibizioni live il ruolo di batterista venne coperto da Steve Clark (lo stesso uomo che militava con Hart nei Destroyer), mentre al basso subentrò l'ex Damned e UFO Paul Gray. Vennero accreditati anche altri musicisti come il batterista Nigel Glockler ed il bassista Nibbs Carter, entrambi membri dei Saxon, e con l'ex tastierista dei White Spirit e Airrace Toby Sadler. Nel 1990 Clarke e Hart arruolarono altri membri, il bassista americano K.B. Bren con il nuovo batterista Riff Raff. La nuova formazione pubblicò così l'album Bad Bad Girls a cui parteciparono come special guest anche le ex chitarriste delle Girlschool Kim McAuliffe e Chris Bonacci. Nei crediti infatti appare la frase "very special guests including Kim & Chris (of) Girlschool", ma non vengono accreditate con i loro nomi completi per motivi contrattuali. McAuliffe e Bonacci non sono accreditate come membri dei Fastway, tuttavia sembra che le due abbiano partecipato ad un ruolo più importante di semplici ospiti, e si vocifera infatti che abbiano avuto un ruolo principale durante le sessioni. L'album fu però del tutto ignorato dal pubblico e non riscosse il successo sperato. Questo fu criticato per essere un disco mediocre e privo di originalità, e paragonato a una brutta copia tra Bon Jovi e Quiet Riot. L'anno successivo i Fastway tentarono di risollevarsi con il live album Say What You Will senza ricevere nuovamente consensi. Il gruppo, ormai in declino, si ritirò dalle scene per diversi anni, senza mai annunciare però uno scioglimento ufficiale. Nel 1997 la coppia Clarke-Hart registrò una nuova versione di On Target completamente ri-registrata, intitolata On Target Reworked, senza però ottenere anche in questo caso alcun successo. Dopo un altro buco nell'acqua, Clarke e Hart decisero di sciogliere definitivamente il gruppo nel 1998.
Il cantante Dave King, dopo aver fallito il successo con i Katmandu, cambiò direzioni musicali e fondò nel 1997 i Flogging Molly, gruppo celtic punk particolarmente ispirata allo stile dei The Pogues e che ottenne un ottimo successo nella scena punk rock internazionale. La band ottenne un ottimo successo risultando tra i pilastri di questa corrente musicale nata dalla fusione tra musica celtica irlandese e punk rock.
Il giorno 9 giugno 2007, i Fastway, dopo anni di inattività, si sono riuniti in occasione dello Sweden Rock Festival, nello stesso giorno in cui si esibirono anche i Motörhead. La nuova formazione dei Fastway vede alla voce l'ex cantante dei Little Angels Toby Jepson e al basso l'ex membro dei Mama's Boys John McManus.
Dopo i concerti del 2007 Eddie e Toby si misero a scrivere canzoni per una futura pubblicazione dei Fastway. Toby suonò anche il basso elettrico e ai due si aggiunse il batterista Matt Eldridge. Con questo trio è stato pubblicato il 14 novembre 2011 l'album Eat Dog, Eat, 20 anni dopo l'ultimo lavoro!
Il 10 gennaio 2018 è venuto a mancare a 67 anni il leader della band "Fast" Eddie Clarke, per complicanze dovute ad una polmonite, decretando quindi la fine della band.

## Formazione

### Ultima
- "Fast" Eddie Clarke - chitarra (1982-2018)
- Toby Jepson - voce, basso  (2007-2018)
- Matt Eldridge - batteria (2011-2018)

### Ex componenti
- Topper Headon - batteria (1982)
- Jerry Shirley - batteria (1982-1985)
- Pete Way - basso (1982-1983)
- John McManus - basso (2007-2011)
- Dave King - voce (1982-1988)
- John McManus - basso
- Shane Carroll - chitarra, tastiere (1985–1986)
- Mick Feat - basso (1983)
- Alfie Angus - basso (1983)
- Charlie McCracken - basso (1984)
- Paul Reid - basso (1985–1986)
- Neil Murray - basso (1988–1989)
- Paul Gray - basso (1989)
- Nibs Carter - basso (1990)
- K.B. Bren - basso (1990–1992)
- Raymond Haller - basso (2007)
- Don Airey - tastiere (1988–1998)
- Alan Connor - batteria (1985–1987)
- Gary Ferguson - batteria (1988–1989)
- Steve Clarke - batteria (1989)
- Nigel Glockler - batteria (1990)
- Riff Raff - batteria (1990–1992)

## Discografia

### Album in studio
- 1983 - Fastway
- 1984 - All Fired Up
- 1985 - Waiting for the Roar
- 1986 - Trick or Treat
- 1988 - On Target
- 1990 - Bad Bad Girls
- 2011 - Eat Dog Eat

### Album dal vivo
- 1991 - Say What You Will - Live

### Raccolte
- 2001 - The Collection

### Riedizioni
- 1997 - On Target Reworked

### Singoli ed EP
- 1983 - We Become One
- 1983 - Easy Livin'
- 1984 - All Fired Up
- 1984 - The Stranger
- 1986 - The World Waits for You
- 1988 - A Fine Line
- 1990 - I've Had Enough
- 1990 - Bad Bad Girls